# Ceratopogonini
Ceratopogonini là một tông trong họ Ceratopogonidae.

## Các chi
- Adelohelea Borkent, 1995 †
- Afrohelea Wirth, 1965
- Agilihelea Yu, 2005
- Allohelea Kieffer, 1917
- Alluaudomyia Kieffer, 1913
- Ankylohelea de Meillon & Wirth, 1987
- Atyphohelea Borkent, 1998
- Austrohelea Wirth & Grogan, 1988
- Baeodasymyia Clastrier & Raccurt, 1979
- Baeohelea Wirth & Blanton, 1970
- Bahiahelea Wirth, 1991
- Boreohelea Clastrier & Delécolle, 1990
- Borkenthelea Spinelli & Grogan, 1993
- Bothahelea Grogan & Wirth, 1983
- Bothamia Meiswinkel, 1987
- Brachycretacea Szadziewski, 1996 †
- Brachypogon Kieffer, 1899
- Cacaohelea Wirth & Grogan, 1988
- Calcarhelea Wirth & Grogan, 1988
- Camptopterohelea Wirth & Hubert, 1960
- Capehelea de Meillon & Wirth, 1987
- Ceratoculicoides Wirth & Ratanaworabhan, 1971
- Ceratopalpomyia Szadziewski, 1988 †
- Ceratopogon Meigen, 1803
- Chairopogon Yu, 2005
- Congohelea Wirth & Grogan, 1988
- Diaphanobezzia Ingram & Macfie, 1931
- Downeshelea Wirth & Grogan, 1988
- Echinohelea Macfie, 1940
- Eohelea Petrunkevitch, 1957
- Fanthamia de Meillon, 1939
- Fittkauhelea Wirth & Blanton, 1970
- Fossihelea Szadziexski, 1988 †
- Gedanohelea Szadzievski, 1988 †
- Heleageron Borkent, 1995 †
- Heteroceratopogon Wirth & Grogan, 1988
- Heterohelea Clastrier, 1985
- Hypsimyia Yu, 2005
- Isthmohelea Ingram & Macfie, 1931
- Kolenohelea de Meillon & Wirth, 1981
- Leptohelea Wirth & Blanton, 1970
- Luciamyia de Meillon, 1937
- Macrurohelea Ingram & Macfie, 1931
- Mantohelea Szadziewski, 1988 †
- Metacanthohelea Wirth & Grogan, 1988
- Meunierohelea Sadziewski, 1988
- Monohelea Kieffer, 1917
- Nannohelea Grogan & Wirth, 1980
- Neohelea Clastrier, 1988
- Neurobezzia Wirth & Ratanaworabhan, 1972
- Notiohelea Grogan & Wirth, 1978
- Notoceratopogon de Meillon & Downes, 1986
- Oxyria Yu, 1972
- Palaeobrachypogon Borkent, 1995 †
- Parabezzia Malloch, 1915
- Paralluaudomyia Clastrier, 1960
- Parastilobezzia Wirth & Blanton, 1970
- Rhynchohelea Wirth & Blanton, 1970
- Schizohelea Kieffer, 1917
- Schizonyxhelea Clastrier, 1984
- Serromyia Meigen, 1818
- Sinhalohelea Grogan & Borkent, 1992
- Spinellihelea Borkent, Grogan & Picado, 2008
- Stilobezzia Kieffer, 1911
- Stiloculicoides Wirth & Grogan, 1988
- Wirthohelea Szadziewski, 1988 †